# Тажимехи-Перші
Тажимехи-Перші (пол. Tarzymiechy Pierwsze) — село в Польщі, у гміні Ізбиця Красноставського повіту Люблінського воєводства.
Населення — 928 осіб (2011).
У 1975-1998 роках село належало до Замойського воєводства.

## Демографія
Демографічна структура станом на 31 березня 2011 року:
|          | Загалом | Допрацездатний вік | Працездатний вік | Постпрацездатний вік |
| -------- | ------- | ------------------ | ---------------- | -------------------- |
| Чоловіки | 462     | 83                 | 311              | 68                   |
| Жінки    | 466     | 96                 | 238              | 132                  |
| Разом    | 928     | 179                | 549              | 200                  |